# Esfíncter de Oddi
O Esfíncter de Oddi corresponde ao esfíncter situado na papila maior duodenal (ampola de Vater) que impede a bílis e o suco pancreático de entrar no duodeno quando não são necessárias. O esfíncter é controlado pela colecistocinina (CCK), que, quando presente, relaxa-o e deixa as secreções entrarem no duodeno. Foi descoberto por Ruggero Oddi enquanto era estudante em 1887.